# Clube Futebol de Serzedo
O Clube Futebol Serzedo é um clube português localizado na freguesia de Serzedo, concelho de Vila Nova de Gaia, distrito do Porto. O clube foi fundado em 20 de Abril de 1933 e o seu atual presidente é José Manuel Couto. A equipa de futebol sénior participa, na época de 2023/24, na AF Porto 1ª Divisão Série 1.
Os seus jogos em casa são disputados no Complexo Desportivo do Parque da Rainha, na Vila de Serzedo. Em 2009 recebeu um novo tapete de relva sintética, fornecendo melhores condições aos seus atletas para a prática do futebol.
O Clube Futebol de Serzedo tem na sua história inúmeros troféus das divisões distritais da Associação de Futebol do Porto, dando destaque à conquista da 1ª edição da Taça AF Porto na época 2013/14. É um clube local que tem tentado manter-se vivo com ênfase na sua entidade formadora.

## Palmarés
AF Porto Taça Brali: 2013/14
2.ª Divisão da AF Porto (2): 2005/06, 1966/67